# Vicente Arenari
Vicente Arenari, właśc. Vicente Arenari Filho (ur. 23 marca 1935 w Natividade, zm. 14 lipca 2013 tamże) – brazylijski piłkarz, grający na pozycji obrońcy, trener piłkarski.

## Kariera piłkarska

### Kariera klubowa
W 1954 rozpoczął karierę piłkarską w juniorskiej drużynie CR Flamengo. Potem występował w klubach EC Bahia, SE Palmeiras i Nacional-SP, gdzie zakończył karierę w 1967 roku.

## Kariera trenerska
Karierę szkoleniowca rozpoczął w 1968 roku. Trenował kluby Nacional-SP, SE Palmeiras, Botafogo, Mogi Mirim, Ferroviária, Santo André, Saad, Caxias, Esportivo, EC Juventude, Joinville, Figueirense, Chapecoense, Uberlândia, Americano, Goytacaz i Itaperuna.
Vicente Arenari zmarł 14 lipca 2013 roku w niedzielę w nocy, w wieku 78 lat, doznając udaru mózgu.

## Sukcesy i odznaczenia

### Sukcesy piłkarskie
Flamengo
- mistrz Campeonato Carioca: 1955

Bahia
- mistrz Campeonato Baiano: 1956, 1958, 1959, 1960, 1961, 1962
- mistrz Campeonato Brasileiro: 1959
- mistrz Torneio Norte-Nordeste: 1959, 1961

Palmeiras
- mistrz Campeonato Paulista: 1963
- zdobywca Taça Rio Grande do Sul: 1965
- mistrz Torneio Rio-São Paulo: 1965